# Ricardo I de Capua
Richard Drengot (muerto en 1078) fue conde de Aversa (1049-1078), príncipe de Capua (1058-1078, como Ricardo I) y duque de Gaeta (1064-1078).

## Inicios de su carrera en Italia
Ricardo, que provenía de cerca de Dieppe en el País de Caux en el este de Normandía, era hijo de Asclettin I, conde de Acerenza, hermano menor de Asclettin II, conde de Aversa, y sobrino de Ranulfo Drengot. Ricardo llegó al sur de Italia poco después de la muerte de Ranulfo en 1045, acompañado por cuarenta caballeros normandos. Cuando llegó por primera vez a Aversa, según Amatus de Montecassino, fue bien recibido por el pueblo, que le seguían como si fuera un conde. Era descrito como un hombre sorprendentemente guapo, de modales abiertos y montando un caballo tan pequeño que sus pies casi tocaban el suelo. Pero esta atención popular propició la desconfianza de primo, Rainulfo Trincanocte, vigente Conde de Aversa que le pidió que se fuera. Ricardo entró entonces al servicio de Hunifredo de Altavilla, hermano de Drogo de Altavilla, conde de Apulia, que le trataron con gran respeto y honor.
Cuando Sarulus de Genzano, un seguidor del hermano de Ricardo, Asclettin (muerto c. 1045), se enteró de que Ricardo estaba con Hunifredo, pidió a Ricardo que fuera a  Genzano, que había estado gobernado por su hermano. Allí, fue aceptado por el pueblo como su señor, otorgándole el mando de la ciudad. Con la ayuda de Sarule, Ricardo se hizo tan poderoso que Trincanocte, en un esfuerzo por apaciguarle, le entregó las tierras anteriormente ocupadas por hermano Asclettin. A continuación, se las vio con Drogo, aunque pero esta vez tuvo menos suerte y Drogo capturó y encarceló a Ricardo. Ricardo se vio detenido hasta que Ranulfo Trincanocte murió dejando un hijo de corta edad, Herman, que necesitaba de un regente. El soberano de Aversa y Apulia, el príncipe Guaimario IV de Salerno, consiguió la liberación de Ricardo, que fue nombrado tutor de Herman en 1048. Sin embargo, Herman desaparece rápidamente de los registros y Ricardo aparece como conde.

## Conde de Aversa
Participó, en 1053, en la batalla de Civitate, donde mandó el ala derecha contra el ejército papal formado por lombardos. Inició la carga y puso en fuga al contingente lombardo, persiguiéndolos hasta que dio media vuelta para ayudar a Hunifredo y Roberto Guiscardo. La batalla terminó con una victoria decisiva para los Normandos. Los ciudadanos rápidamente entregaron al Papa León IX a los normandos, que le trataron con el máximo respeto, y le escoltaron a Benevento, donde permaneció recluido hasta poco antes de su muerte en el año 1054. Una serie de muertes durante el período de 1054-1056, la del Papa León sin sucesión inmediata, la deConstantino IX Monomaco que dejó Constantinopla envuelta en luchas internas y la del Emperador Enrique III, dejando un niño como heredero, permitió a los Normandos actuar libremente en el Sur de Italia. Ricardo había buscado expandir su territorio a través de la guerra contra sus vecinos lombardos, Pandulfo VI y el hijo y sucesor de Guaimario, Gisulfo II de Salerno. Presionó las fronteras de este último hasta reducir su territorio al mínimo, excepto la propia ciudad de Salerno y cuando el débil príncipe de Capua murió en 1057, inmediatamente puso sitio a Capua y se hizo con el título principesco (1058) del hermano de Pandulfo, Landulfo VIII, pero dejó las llaves de la ciudad en manos lombardas durante al menos cuatro años más, hasta el 12 de mayo de 1062.

## Príncipe de Capua

### Relaciones con Gaeta
Ricardo prometió a su hija con el hijo de Atenulfo I, Duque de Gaeta, pero cuando el niño murió antes de que el matrimonio se llevara a cabo, exigió la dote de todos modos. El duque se negó y, Ricardo sitió y tomó Aquino. Incluso antes de que finalizara el asedio, Ricardo como Príncipe de Capua, visitó la abadía de Monte Cassino con una pequeña fuerza para dar gracias a San Benito fue recibido con pompa y la ceremonia, y a cambio, emitió una garantía de protección de las propiedades del Monasterio. El monasterio había estado anteriormente bajo el control del abad Federico de Lorena, ferozmente anti-normando, que había sido reemplazado tras la muerte del Papa Esteban IX. Pero Desiderio de Benevento, el nuevo abad de Montecassino, solicitó a Ricardo que solo consiguiera el pago de 4000 sous debidos por el Duque Atenulfo, que, finalmente, pagó la deuda.
En 1062, Ricardo envió a su hijo Jordan a tomar Gaeta de manos de Atenulfo II, pero se permitió a Atenulfo seguir gobernando hasta 1064. Sin embargo, en ese año, Ricardo y Jordan, tomaron para sí los títulos ducales y consulares de los gobernantes de Gaeta. Ricardo sofocaría posteriormente una rebelión de Atenulfo.

### Relaciones con el papado
En febrero de 1059, Hildebrando, el futuro Papa Gregorio VII, viajó a Capua para pedir la ayuda de Ricardo para la reforma del Papa Nicolás II contra el antipapa Benedicto X. Ricardo puso sitio rápidamente a Benedicto en Galeria y, en 1059, Nicolás convocó un sínodo en Melfi, donde confirmó a Roberto Guiscardo como duque de Apulia, Calabria y Sicilia y a Ricardo como conde de Aversa y príncipe de Capua. Ricardo juró lealtad al papado y respetar el territorio papal, transformando completamente las lealtades políticas en el sur de Italia y eliminando los restos de estados griegos y lombardos independientes, así como al Emperador del sacro imperio Romano en la zona.
En 1061, de nuevo a petición de Hildebrando, apoyó militarmente al candidato papal reformista, Alejandro II contra las reivindicaciones de un antipapa, esta vez Honorio II. Se estaba convirtiendo en un hacedor de papas, aunque en 1066, intentando expandir su poder en cualquier dirección, marchó sobre Roma, pero fue derrotado por los aliados toscanos del Papa.
En 1071, cuando Roberto Guiscardo estaba sitiando Palermo, sus principales barones, Abelardo y Herman, hijos de su hermano Hunifredo, Pedro, señor de Trani, y el señor de Giovinazzo se rebelaron con el apoyo de Ricardo de Capua y Gisulfo de Salerno. A pesar de que Roberto desbarató rápidamente cualquier amenaza, enfermó y no pudo atacar a Ricardo, que pronto fue confirmado en sus posesiones y se alió con el nuevo papa, Gregorio VII, Hildebrando.
En el año 1076, en respuesta a la deposición del papa por parte del Emperador Enrique IV, Roberto y Ricardo se enviaron embajadores. Se encontraron a medio camino y organizaron una reunión en Monte Cassino, un año más tarde. Se formó una alianza junto al papa que, al excomulgar al emperador, había demostrado ser capaz de cuidar de sí mismo. Los líderes normandos conquistaron Salerno, y Gisulfo tuvo que huir a Capua, donde intentó enfrentar a Ricardo y Roberto, aunque en vano. Ricardo comenzó a asediar a Nápoles, todavía independiente, con la ayuda de la armada de Roberto. Entonces, el 3 de marzo de 1078, el papa excomulgó a Roberto y Ricardo, que enfermó poco después. Finalmente, se reconcilió con la iglesia y falleció. Su hijo mayor, el mencionado Jordan, que había invadido los territorios eclesiásticos en los Abruzos, viajó a Roma para renovar su fidelidad al papado y ser confirmado en los títulos y posesiones de su padre. Nápoles permaneció sin conquistar.

## Familia
Ricardo se casó con Fredescende de Altavilla, hija de Tancredo de Hauteville y hermana de Roberto Guiscardo, Duque de Apulia. Juntos fueron padres de: 
- Jordan I de Capua[16]
- Jonathan, Conde de Carinola[17]
- Bartolomé, Conde de Carinola
- un anónimo hija, se casó con Guillermo de Montreuil[18]
- un anónimo hija, se casó con Lando de Gaeta[19]